# III Liceum Ogólnokształcące z Oddziałami Integracyjnymi im. Cypriana Kamila Norwida w Kielcach
III Liceum Ogólnokształcące z Oddziałami Integracyjnymi im. Cypriana Kamila Norwida w Kielcach – kielecka szkoła ponadpodstawowa.

## Lokalizacja
Budynek szkoły położony jest na rogu ulic 1 Maja i Jagiellońskiej.

## Integracja
W roku szkolnym 2004/2005 powołano do życia oddziały integracyjne dla uczniów z poważnymi schorzeniami. W 2005 nazwę szkoły przemianowano na III Liceum Ogólnokształcące z Oddziałami Integracyjnymi im. Cypriana Kamila Norwida w Kielcach.

## Profile
Liceum posiada klasy o profilu m.in. humanistycznym, prawniczym, politechnicznym, ekonomicznym i biologiczno-chemicznym oraz klasy integracyjne. Językami nauczanymi w szkole są: angielski, niemiecki, rosyjski, hiszpański oraz włoski.

## Znani absolwenci
- Marek Gos (polityk PSL)
- Konrad Kwiecień (sportowiec)
- Michał Piróg (tancerz, choreograf)
- Ryszard Rubinkiewicz (salezjanin, biblista, profesor nauk teologicznych)
- Rafał Zawierucha (aktor)